# The Orchestral Tubular Bells
A The Orchestral Tubular Bells (magyarul: Nagyzenekari csőharangok) Mike Oldfield Tubular Bells című nagylemezének nagyzenekari változata. A művet a Royal Philharmonic Orchestra adta elő, David Bedford vezényletével.
Az anyag teljes egészében az eredeti Tubular Bells zenéjét adja vissza, csak minden hangszert valamilyen nagyzenekai hangszerrel játszanak el. Egyetlen kivétel Mike Olfield gitárjátéka, amely csupán a második rész egyetlen szólójaként hallható. Az eredeti változatban, az első rész végén található narráció (a hangszerek bemondása) hiányzik róla.

## Számok
1. "The Orchestral Tubular Bells – part 1" – 26:10
2. "The Orchestral Tubular Bells – part 2" – 24:36

## Zenészek
- Royal Philharmonic Orhestra, David Bedford vezényletével.
- Mike Oldfield – elektromos gitár.

## Produkció
- Felvétel: London, Royal Albert Hall, 1974. augusztus 28.
- Producer: David Bedford, Mike Oldfield.

## Érdekességek
- A nagyzenekari változatot többször is előadták. Legtöbbször Steve Hillage játszotta a gitárszólót. Mike Oldfield egyszer sem lépett fel közönség előtt, a lemezen hallható gitárjátékát külön vették fel.